# Roland Orzabal
Roland Jaime Orzabal de la Quintana, va néixer a Portsmouth (Regne Unit) el 22 d'agost de 1961. És net, del costat patern, d'una família d'arrels basques i argentines. Als tretze anys va conèixer Curt Smith, amb qui el 1981 va crear el grup Tears for Fears.
No era una banda convencional, ja que estava entre dos moviments: la nova música romàntica i la new wave. Van debutar el 1983 amb el disc The Hurting, un àlbum que va tenir tres singles d'èxit relatiu: Mad World, Change i Pale Shelter. L'èxit massiu va arribar amb el segon disc Songs from the Big Chair aparegut el 1985. Aquest és una obra mestra de l'anomenat synthpop. Cançons com «Everybody Wants to Rule the World» o «Shout» van ser número ú del Billboard i els van convertir en estrelles del pop.
El 1989 va aparèixer The Seeds of Love, el darrer disc en conjunt. El 1992 va aparèixer el recopilatori Tears Roll Down: Greatest hits 82-92 i Curt Smith va deixar el grup, aparentment barallat amb Orzabal, que es va quedar el nom del grup i va treure dos discs més: Elemental amb el tema Break It Down Again va tenir un notable èxit el 1993 i Raoul & the kings of Spain (1995).
El 2001, Roland Orzabal va deixar el nom del grup i es va llençar a una carrea en solitari amb un únic àlbum anomenat Tomcats Screaming Outside. Finalment, el 2004 Roland i Curt es van reconciliar i van treure un nou disc com a Tears for Fears anomenat Everybody Loves A Happy Ending.
Com a productor, Orzabal ha treballat i escrit cançons per al disc d'Emiliana Torrini Love in the time of Science.